# S-VHS

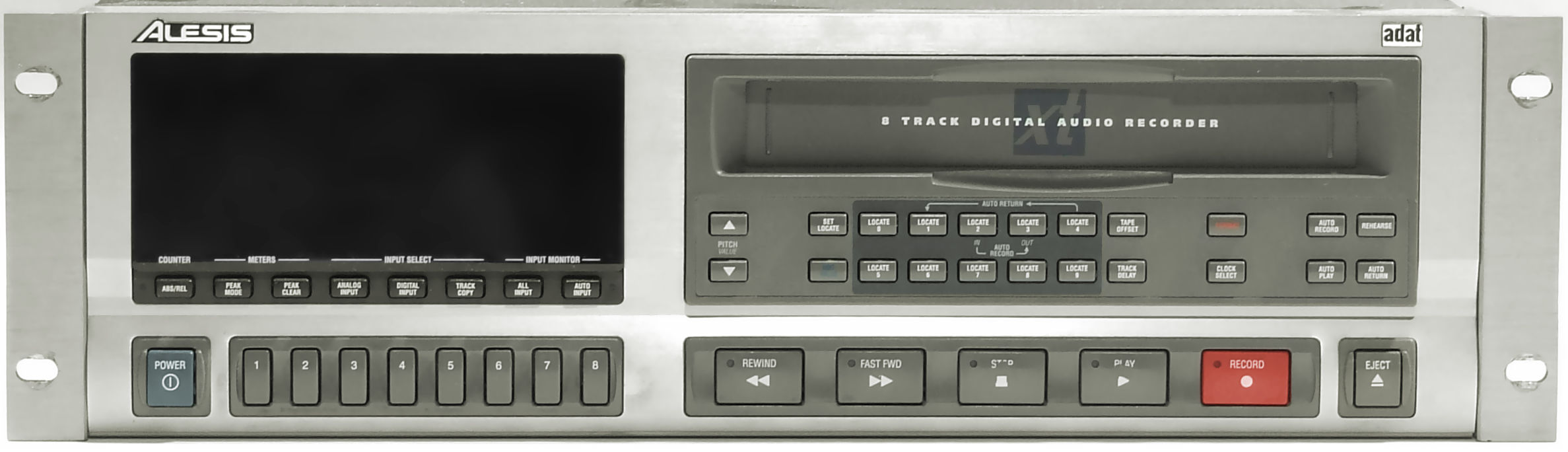
ADAT XT 8채널 디지털 오디오 레코더

S-VHS(슈퍼 브이치에스, 일본어: スーパー・ヴィエイチエス)는 소비자 수준의 아날로그 녹화 비디오카세트를 위한 VHS 표준의 개선판이다. JVC가 1987년 4월 HR-S7000 VCR 등을 통하여 일본에서 처음 선보였다. 560×480 (420 라인)을 지원하며 이는 레이저디스크, Hi8와 동일한 수준이다.

## 같이 보기
- S 비디오
- D-VHS
- VHS